# هوندا کاپا
هوندا کاپا (به انگلیسی: Honda Capa) یک خودروی سوپرمینی ام‌پی‌وی است که در سال‌های ۱۹۹۸ تا ۲۰۰۲ توسط شرکت هوندا تولید شده‌است.
کاپا در نمایشگاه خودروی توکیو در سال ۱۹۹۷، و در قالب یک خودروی مفهومی با نام «جی-ام‌دبلیو» معرفی شد. پس از آن این خودرو در تاریخ ۲۴ آوریل ۱۹۹۸ برای فروش به بازار عرضه شد.
این خودرو در کلاس مینی ام‌پی‌وی قرار گرفته، طراحی آن خودروهای موتور جلو-محور جلو و خودروهای موتور جلو-چهار چرخ متحرک بوده است. سیستم جعبه‌دندهٔ آن ۴ دنده به صورت خودکار است.